# Christine Amertil
Christine Amertil (Nassau, 18 augustus 1979) is een Bahamaanse sprintster, die zich vooral heeft toegelegd op de 400 m. Ze nam in totaal vijfmaal deel aan de Olympische Spelen, maar won hierbij geen medailles.

## Loopbaan
Haar beste prestatie is het winnen van een zilveren medaille op de wereldindoorkampioenschappen in 2003. Drie jaar later won zij bij de WK indoor in Moskou een bronzen medaille. Op de Olympische Spelen van 2008 in Peking sneuvelde ze in de halve finale van de 400 m met een tijd van 51,51 s.
In 2009 viel Amertil opnieuw in de prijzen, ditmaal als estafetteloopster bij de 4 x 100 m estafette op de wereldkampioenschappen in Berlijn. Met een tijd van 42,29 eindigde ze met haar landgenotes Sheniqua Ferguson, Chandra Sturrup en Debbie Ferguson-McKenzie achter Jamaica (goud; 42,06) en voor Duitsland (brons; 42,87).
Op de Olympische Spelen van 2012 in Londen kwam Amertil uit op de 4 x 100 m estafette. Hier werd ze uitgeschakeld in de series met een tijd van 43,07.
Christine Amertil studeerde af aan de Southeastern Louisiana University.

## Titels
- Noord-Amerikaans, Centraal-Amerikaans en Caribisch kampioene 400 m - 2000
- Bahamaans kampioene 400 m - 2000, 2001, 2004, 2005, 2008, 2009

## Persoonlijke records
Outdoor
| Onderdeel | Prestatie | Datum             | Plaats   |
| --------- | --------- | ----------------- | -------- |
| 100 m     | 11,43 s   | 17 april 2010     | Auburn   |
| 200 m     | 22,58 s   | 10 juli 2005      | Nassau   |
| 400 m     | 50,09 s   | 19 september 2005 | Yokohama |

Indoor
| Onderdeel | Prestatie    | Datum           | Plaats     |
| --------- | ------------ | --------------- | ---------- |
| 60 m      | 7,50 s       | 18 januari 2003 | Blacksburg |
| 200 m     | 23,25 s      | 1 maart 2003    | Blacksburg |
| 400 m     | 50,34 s (NR) | 12 maart 2006   | Moskou     |

## Palmares

### 200 m
- 2002:  Centraal Amerikaanse en Caribische kamp. - 22,64 s (wind)
- 2008: 5e Centraal Amerikaanse en Caribische kamp. - 23,28 s

### 400 m
Kampioenschappen
- 2000: 5e in serie OS - 53,12 s
- 2003:  WK indoor - 51,11 s
- 2004: 7e OS - 50,37 s
- 2004: 4e Wereldatletiekfinale - 50,78 s
- 2005: 5e Wereldatletiekfinale - 51,23 s
- 2006:  WK indoor - 50,34 s
- 2006: 4e Gemenebestspelen - 51,52 s
- 2006: 5e Wereldatletiekfinale - 50,79 s
- 2007:  Pan-Amerikaanse Spelen - 50,99 s
- 2008: 4e Centraal Amerikaanse en Caribische kamp. - 52,27
- 2008: 4e in ½ fin. OS - 51,51 s (51,27 s in serie)
- 2010:  Centraal Amerikaanse en Caribische Spelen - 52,16 s
- 2010:  Gemenebestspelen - 51,96 s
- 2015: 7e NACAC - 53,86 s

Golden League-podiumplekken
- 2005:  Meeting Gaz de France – 50,32 s

### 4 x 100 m
- 2003:  Centraal Amerikaanse en Caribische kamp. - 43,06 s
- 2005:  Centraal Amerikaanse en Caribische kamp. - 43,21 s
- 2009:  WK - 42,29 s
- 2012: 6e in serie OS - 43,07 s

### 4 x 400 m
- 2002:  Continental Cup in Madrid - 3.23,53
- 2005:  Centraal Amerikaanse en Caribische kamp. - 3.30,63
- 2006:  Continental Cup in Athene - 3.19,84
- 2008:  Centraal Amerikaanse en Caribische kamp. - 3.35,57
- 2010:  Continental Cup in Split - 3.26,37
- 2014: 7e Gemenebestspelen - 3.34,86
- 2015:  NACAC - 3.31,80
- 2016: 6e in serie OS - 3.26,36 (NR)